# Laanshøj
Laanshøj es una localidad situada en el municipio de Furesø, en la región Capital (Dinamarca), con una población en 2012 de unos 297 habitantes.
Se encuentra ubicada al noreste de la isla de Selandia, cerca de Copenhague y de la costa del mar Báltico.